# Mông Đắc Ân
Mông Đắc Ân (1806-1861) là một thủ lĩnh quân sự cao cấp, Tán vương của Thái Bình Thiên Quốc, một triều đại hình thành từ cuộc khởi nghĩa nông dân chống lại nhà Thanh trong lịch sử Trung Quốc. Ban đầu thời kỳ khai quốc ông là cận thần bên cạnh Thiên vương rất được tin tưởng. Tuy không có tài cán gì đặc biệt nhưng ông rất trung thành, Thiên vương là có lần nhận xét về con người ông:'' Mông Đắc Ân để làm người hầu hạ bên cạnh thì được thế nhưng để làm vương chỉ huy đại sự thì lại rất khó''. Ông vẫn được phong là Tán vương sau đó vì quốc gia Thái Bình Thiên Quốc lúc này rất ít người dùng được. Ông là một trong số các vị vương quan trọng của Thái Bình Thiên Quốc thời kì cuối. Vào lúc Thiên kinh bị phá ông đã trốn ra ngoài thành cùng Can vương Hồng Nhân Can và một số vương khác mang theo tiểu Thiên vương Hồng Thiên Quý Phúc.